# Liste des cantons du Gard

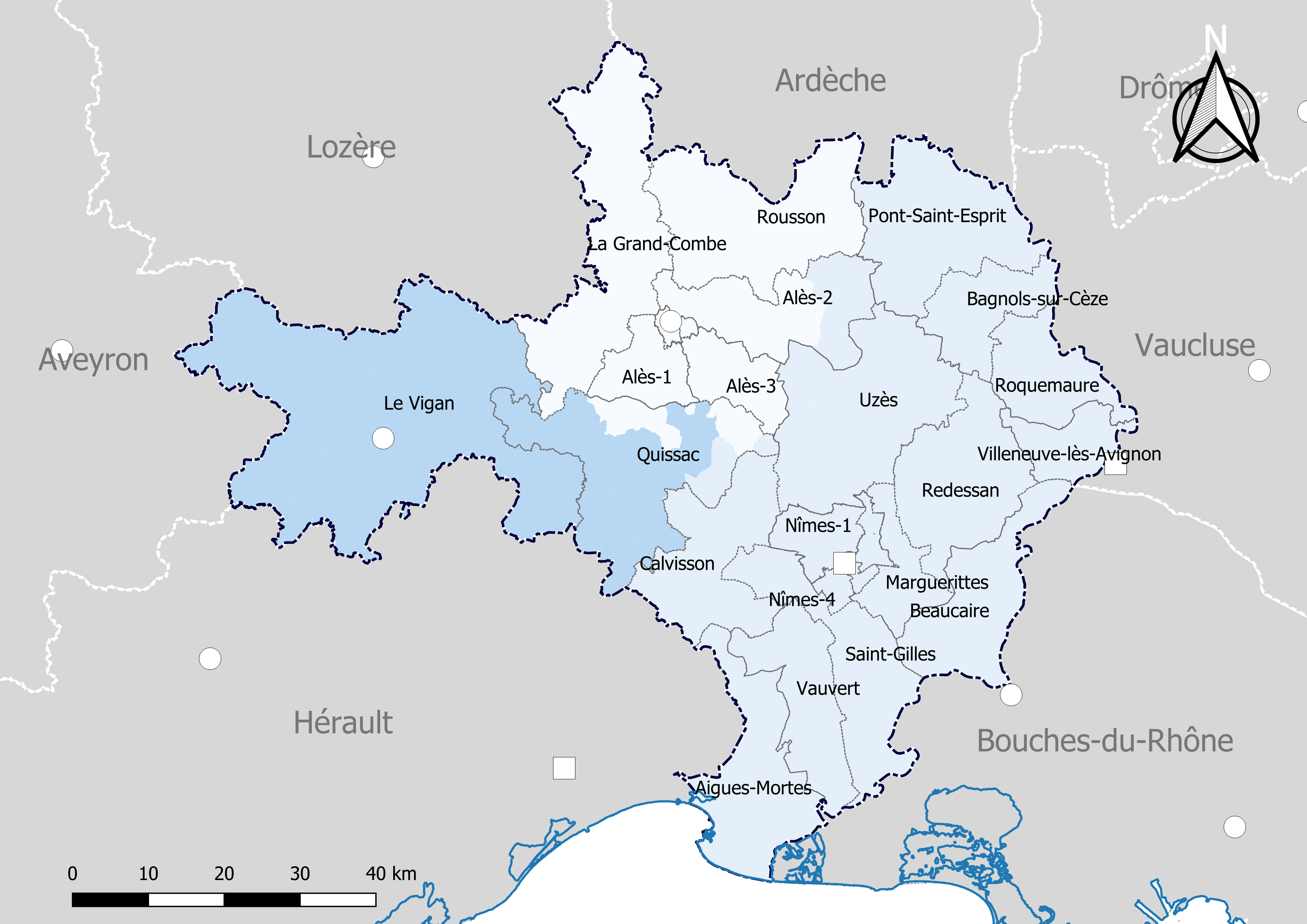
Découpage cantonal du département du Gard, avec en surimpression les arrondissements (en nuances de bleu) - Carte arrêtée au 1er janvier 2019.

Le département du Gard compte 23 cantons à la suite du redécoupage cantonal de 2014. Auparavant, ce nombre était de 46.

## Histoire

### Composition antérieure à 2015
Liste des 46 cantons du département du Gard, par arrondissement.
| Arrondissement d'Alès (12 cantons)   | canton d'Alès-Nord-Est - Canton d'Alès-Ouest - Canton d'Alès-Sud-Est - canton d'Anduze - canton de Barjac - canton de Bessèges - canton de Génolhac - canton de la Grand-Combe - canton de Lédignan - canton de Saint-Ambroix - canton de Saint-Jean-du-Gard - canton de Vézénobres |
| Arrondissement de Nîmes (24 cantons) | Canton d'Aigues-Mortes - Canton d'Aramon - canton de Bagnols-sur-Cèze - canton de Beaucaire - canton de Lussan - canton de Marguerittes - canton de Nîmes-1 - canton de Nîmes-2 - canton de Nîmes-3 - canton de Nîmes-4 - canton de Nîmes-5 - canton de Nîmes-6 - canton de Pont-Saint-Esprit - canton de Remoulins - canton de Rhôny-Vidourle (chef-lieu à Aimargues) - canton de Roquemaure - canton de Saint-Chaptes - canton de Saint-Gilles - canton de Saint-Mamert-du-Gard - canton de Sommières - canton d'Uzès - canton de Vauvert - canton de Villeneuve-lès-Avignon - canton de La Vistrenque (chef-lieu à Bouillargues) |
| Arrondissement du Vigan (10 cantons) | canton d'Alzon - canton de Lasalle - canton de Quissac - canton de Saint-André-de-Valborgne - canton de Saint-Hippolyte-du-Fort - canton de Sauve - canton de Sumène - canton de Trèves - canton de Valleraugue - canton du Vigan |

### Redécoupage cantonal de 2014
Dans la poursuite de la réforme territoriale engagée en 2010, l'Assemblée nationale adopte définitivement le 17 avril 2013 la réforme du mode de scrutin pour les élections départementales destinée à garantir la parité hommes/femmes. Les lois (loi organique 2013-402 et loi 2013-403) sont promulguées le 17 mai 2013. Un nouveau découpage territorial est défini par décret du 24 février 2014 pour le département du Gard. Celui-ci entre en vigueur lors du premier renouvellement général des assemblées départementales suivant la publication du décret, soit en mars 2015. Les conseillers départementaux sont élus au scrutin majoritaire binominal mixte. Les électeurs de chaque canton éliront au Conseil départemental, nouvelle appellation des Conseils généraux, deux membres de sexe différent, qui se présenteront en binôme de candidats. Les conseillers départementaux seront élus pour 6 ans au scrutin binominal majoritaire à deux tours, l'accès au second tour nécessitant 10 % des inscrits au 1er tour. En outre la totalité des conseillers départementaux est renouvelée.
Ce nouveau mode de scrutin nécessite un redécoupage des cantons dont le nombre est divisé par deux avec arrondi à l'unité impaire supérieure si ce nombre n'est pas entier impair et avec des conditions de seuils minimaux. Dans le Gard le nombre de cantons passe ainsi de 46 à 23. Seize portent la dénomination d'un canton antérieur, mais avec des limites territoriales différentes, et sept nouveaux cantons portent une nouvelle dénomination.
Les critères du remodelage cantonal sont les suivants : le territoire de chaque canton doit être défini sur des bases essentiellement démographiques, le territoire de chaque canton doit être continu et les communes de moins de 3 500 habitants sont entièrement comprises dans le même canton. Il n’est fait référence, ni aux limites des arrondissements, ni à celles des circonscriptions législatives.
Conformément à de multiples décisions du Conseil constitutionnel depuis 1985 et notamment sa décision no 2010-618 DC du 9 décembre 2010, il est admis que le principe d’égalité des électeurs au regard des critères démographiques est respecté lorsque le ratio conseiller/habitant de la circonscription est compris dans une fourchette de 20 % de part et d'autre du ratio moyen conseiller/habitant du département. Pour le département du Gard, la population de référence est la population légale en vigueur au 1er janvier 2013, à savoir la population millésimée 2010, soit 709 700 habitants. Avec 23 cantons la population moyenne par conseiller départemental est de 30 857 habitants. Ainsi la population de chaque nouveau canton doit-elle être comprise entre 24 685 habitants et 37 028 habitants pour respecter le principe de l'égalité citoyenne au vu des critères démographiques.

## Composition actuelle

### Composition détaillée

Liste des cantons
1- Aigues-Mortes, 2- Alès-1, 3- Alès-2, 4- Alès-3, 5- Bagnols-sur-Cèze, 6- Beaucaire, 7- Calvisson, 8- La Grand-Combe, 9- Marguerittes, 10- Nîmes-1, 11- Nîmes-2, 12- Nîmes-3, 13- Nîmes-4, 14- Pont-Saint-Esprit, 15- Quissac, 16- Redessan, 17- Roquemaure, 18- Rousson, 19- Saint-Gilles, 20- Uzès, 21- Vauvert, 22- Le Vigan, 23- Villeneuve-lès-Avignon

| N° | Nom du Canton          | Bureau centralisateur  | Population     | Nombre de communes    | Communes composant le canton | Localisation dans le département |
| -- | ---------------------- | ---------------------- | -------------- | --------------------- | --- | -------------------------------- |
| 1  | Aigues-Mortes          | Aigues-Mortes          | 35 796 (2022)  | 7                     | Aigues-Mortes, Aimargues, Aubais, Le Cailar, Gallargues-le-Montueux, Le Grau-du-Roi, Saint-Laurent-d'Aigouze. |                                  |
| 2  | Alès-1                 | Alès                   | 33 815 (2022)  | 7 + fraction d'Alès   | 1° Les communes suivantes : Anduze, Bagard, Boisset-et-Gaujac, Générargues, Ribaute-les-Tavernes, Saint-Christol-lès-Alès, Saint-Jean-du-Pin. 2° La partie de la commune d'Alès située à l'ouest d'une ligne définie par l'axe des voies et limites suivantes : depuis la limite territoriale de la commune de Saint-Martin-de-Valgalgues, cours du Gardon-d'Alès, cours du Grabieux, ruisseau de Bruèges, avenue d'Alsace, rue du Faubourg-d'Auvergne, quai Boissier-de-Sauvages, pont de Resca, cours du Gardon-d'Alès, jusqu'à la limite territoriale de la commune de Saint-Hilaire-de-Brethmas. |                                  |
| 3  | Alès-2                 | Alès                   | 32 425 (2022)  | 14 + fraction d'Alès  | 1° Les communes suivantes : Belvézet, Bouquet, Brouzet-lès-Alès, Fons-sur-Lussan, Lussan, Mons, Les Plans, Saint-Just-et-Vacquières, Saint-Martin-de-Valgalgues, Saint-Privat-des-Vieux, Salindres, Servas, Seynes, Vallérargues. 2° La partie de la commune d'Alès située au nord d'une ligne définie par l'axe des voies et limites suivantes : depuis la limite territoriale de la commune de Saint-Martin-de-Valgalgues, cours du Gardon-d'Alès, cours du Grabieux, ruisseau de Bruèges, avenue d'Alsace, rue du Faubourg-d'Auvergne, avenue du Maréchal-de-Lattre-de-Tassigny, ligne de chemin de fer, avenue Gaston-Mazoyer, avenue Frédéric-Joliot-Curie, avenue Youri-Gagarine, rue Baptiste-Marcet, rue Jules-Renard, rue Marcel-Pagnol, chemin de Sauvezon, route de Bagnols, jusqu'à la limite territoriale de la commune de Saint-Privat-des-Vieux. |                                  |
| 4  | Alès-3                 | Alès                   | 30 016 (2022)  | 13 + fraction d'Alès  | 1° Les communes suivantes : Castelnau-Valence, Deaux, Euzet, Martignargues, Méjannes-lès-Alès, Monteils, Saint-Césaire-de-Gauzignan, Saint-Étienne-de-l'Olm, Saint-Hilaire-de-Brethmas, Saint-Hippolyte-de-Caton, Saint-Jean-de-Ceyrargues, Saint-Maurice-de-Cazevieille, Vézénobres. 2° La partie de la commune d'Alès non incluse dans les cantons d'Alès-1 et d'Alès-2. |                                  |
| 5  | Bagnols-sur-Cèze       | Bagnols-sur-Cèze       | 28 824 (2022)  | 11                    | Bagnols-sur-Cèze, Cavillargues, Chusclan, Connaux, Gaujac, Orsan, Le Pin, Sabran, Saint-Étienne-des-Sorts, Saint-Pons-la-Calm, Tresques. |                                  |
| 6  | Beaucaire              | Beaucaire              | 37 372 (2022)  | 7                     | Aramon, Beaucaire, Bellegarde, Comps, Fourques, Jonquières-Saint-Vincent, Vallabrègues. |                                  |
| 7  | Calvisson              | Calvisson              | 37 558 (2022)  | 28                    | Aspères, Aujargues, Boissières, Calvisson, Cannes-et-Clairan, Combas, Congénies, Crespian, Fons, Fontanès, Gajan, Junas, Lecques, Montignargues, Montmirat, Montpezat, Nages-et-Solorgues, Parignargues, La Rouvière, Saint-Bauzély, Saint-Clément, Saint-Geniès-de-Malgoirès, Saint-Mamert-du-Gard, Salinelles, Sauzet, Sommières, Souvignargues, Villevieille. |                                  |
| 8  | La Grand-Combe         | La Grand-Combe         | 20 870 (2022)  | 28                    | Aujac, Bonnevaux, Branoux-les-Taillades, Cendras, Chambon, Chamborigaud, Concoules, Corbès, Génolhac, La Grand-Combe, Lamelouze, Laval-Pradel, Malons-et-Elze, Mialet, Ponteils-et-Brésis, Portes, Saint-Bonnet-de-Salendrinque, Saint-Jean-du-Gard, Saint-Paul-la-Coste, Saint-Sébastien-d'Aigrefeuille, Sainte-Cécile-d'Andorge, Sainte-Croix-de-Caderle, Les Salles-du-Gardon, Sénéchas, Soustelle, Thoiras, Vabres, La Vernarède. |                                  |
| 9  | Marguerittes           | Marguerittes           | 37 972 (2022)  | 7                     | Bouillargues, Caissargues, Garons, Manduel, Marguerittes, Poulx, Rodilhan. |                                  |
| 10 | Nîmes-1                | Nîmes                  | 38 727 (2022)  | Fraction de Nîmes     | Partie de la commune de Nîmes située au nord et à l'ouest d'une ligne définie par l'axe des voies et limites suivantes : depuis la limite territoriale de la commune de Caveirac, chemin de Cante-Perdrix prolongé en ligne droite jusqu'au chemin Jules-Lissajous et à la rue Louis-Proust, rue de l'Avocette, traverse de Tadorne, rue Vatel, avenue Kennedy, rue du Professeur-Robert-Debré, rue de la Chaufferie, boulevard des Français-Libres, chemin de Valdegour, rue Archimède, impasse Archimède, rue Max-Raphel, rue Guy-Arnaud, rue Archimède, rue Galilée, rue Thalès, place Thalès, rue Thalès, rue Gilles-Roberval, avenue Kennedy, rue de Verdun, place Séverine, rue François-Ier, rue Henri-Bataille, place Hubert-Rouger, rue Ernest-Renan, rue Fernand-Pelloutier, rue Benoît-Malon, rue des Chassaintes, rue Bernard-Lazare, rue Rabaut-Saint-Etienne, place Aristide-Briand, pont de Vierne, quai de la Fontaine, rue Pasteur, rue de la Tour-Magne, rue des Bénédictins, rue Rouget-de-Lisle, rue d'Albénas, rue de la Lampèze, rue Vincens, rue Vaissette, place du Docteur-Cantaloube, rue de la Faïence, rue de la Garrigue, rue des Trois-Fontaines, rue Demians, impasse Demians, ligne de chemin de fer, rue Pitot, rue Pitot-Prolongée, rue Ambroise-Croizat, route d'Uzès, rue des Trois-Ponts, chemin du Puits-de-Brunel, chemin de Font-Baumettes, chemin de la Calmette, route d'Uzès, jusqu'à la limite territoriale de la commune de Sainte-Anastasie. |                                  |
| 11 | Nîmes-2                | Nîmes                  | 37 721 (2022)  | Fraction de Nîmes     | Partie de la commune de Nîmes située à l'est d'une ligne définie par l'axe des voies et limites suivantes : depuis la limite territoriale de la commune de Sainte-Anastasie, route d'Uzès, chemin de la Calmette, chemin de Font-Baumettes, chemin du Puits-de-Brunel, rue des Trois-Ponts, route d'Uzès, rue Ambroise-Croizat, rue Pitot-Prolongée, rue Pitot, ligne de chemin de fer, impasse Demians, rue Demians, rue des Trois-Fontaines, rue de la Garrigue, rue de l'Enclos-Rey, rue de la Poudrière, avenue du Mont-Duplan, rue Vincent-Faïta, boulevard Etienne-Saintenac, place de la Division-Daguet, boulevard Gambetta, boulevard de l'Amiral-Courbet, place Gabriel-Péri, rue Pierre-Semard, rue de Beaucaire, route de Beaucaire, rond-point Rishon-le-Zion, boulevard du Président-Salvador-Allende, rond-point Haroun-Tazieff, rue Cristino-Garcia, cours d'eau, autoroute A 9, route de Beaucaire, jusqu'à la limite territoriale de la commune de Rodilhan. |                                  |
| 12 | Nîmes-3                | Nîmes                  | 36 297 (2022)  | Fraction de Nîmes     | partie de la commune de Nîmes située au sud et à l'est d'une ligne définie par l'axe des voies et limites suivantes : depuis la limite territoriale de la commune de Rodilhan, route de Beaucaire, autoroute A9, cours d'eau, rue Cristino-Garcia, rond-point Haroun-Tazieff, boulevard du Président-Salvador-Allende, rond-point Rishon-le-Zion, route de Beaucaire, rue de Beaucaire, place Gabriel-Péri, boulevard de l'Amiral-Courbet, boulevard Gambetta, place de la Division-Daguet, boulevard Etienne-Saintenac, rue Vincent-Faïta, avenue du Mont-Duplan, rue de la Poudrière, rue de l'Enclos-Rey, rue de la Garrigue, rue de la Faïence, place du Docteur-Cantaloube, rue Vaissette, rue Vincens, rue de la Lampèze, rue d'Albénas, rue Rouget-de-Lisle, rue des Bénédictins, rue de la Tour-Magne, rue Pasteur, quai de la Fontaine, pont de Vierne, place Aristide-Briand, rue Rabaut-Saint-Etienne, rue Bernard-Lazare, rue des Chassaintes, rue Benoît-Malon, rue Fernand-Pelloutier, rue Ernest-Renan, rue du Mail, place Montcalm, rue de la République, rue Ruffi, boulevard du Sergent-Triaire, rue André-Simon, avenue Pierre-Gamel, boulevard du Président-Salvador-Allende, chemin bas du Mas-de-Boudan, autoroute A 9, avenue François-Mitterrand, rond-point de la Première-Division-Française-Libre, route départementale 42, jusqu'à la limite territoriale de la commune de Caissargues.                                                                        |                                  |
| 13 | Nîmes-4                | Nîmes                  | 37 253 (2022)  | Fraction de Nîmes     | Parties de la commune de Nîmes situées : 1° Au sud et à l'ouest d'une ligne définie par l'axe des voies et limites suivantes : depuis la limite territoriale de la commune de Caveirac, chemin de Cante-Perdrix prolongé en ligne droite jusqu'au chemin Jules-Lissajous et à la rue Louis-Proust, rue de l'Avocette, traverse de Tadorne, rue Vatel, avenue Kennedy, rue du Professeur-Robert-Debré, rue de la Chaufferie, boulevard des Français-Libres, chemin de Valdegour, rue Archimède, rue Max-Raphel, rue Guy-Arnaud, impasse Archimède, rue Archimède, rue Galilée, rue Thalès, place Thalès, rue Thalès, rue Gilles-Roberval, avenue Kennedy, rue de Verdun, place Séverine, rue François-Ier, rue Henri-Bataille, place Hubert-Rouger, rue du Mail, place Montcalm, rue de la République, rue Ruffi, boulevard du Sergent-Triaire, rue André-Simon, avenue Pierre-Gamel, boulevard du Président-Salvador-Allende, chemin bas du Mas-de-Boudan, autoroute A 9, avenue François-Mitterrand, rond-point de la Première-Division-Française-Libre, route départementale 42, jusqu'à la limite territoriale de la commune de Caissargues ; 2° Au nord de la route départementale 135, depuis la limite territoriale de la commune de Milhaud jusqu'à la limite territoriale de la commune de Caissargues. |                                  |
| 14 | Pont-Saint-Esprit      | Pont-Saint-Esprit      | 27 038 (2022)  | 24                    | Aiguèze, Carsan, Cornillon, Le Garn, Goudargues, Issirac, Laval-Saint-Roman, Montclus, Pont-Saint-Esprit, La Roque-sur-Cèze, Saint-Alexandre, Saint-André-de-Roquepertuis, Saint-André-d'Olérargues, Saint-Christol-de-Rodières, Saint-Gervais, Saint-Julien-de-Peyrolas, Saint-Laurent-de-Carnols, Saint-Marcel-de-Careiret, Saint-Michel-d'Euzet, Saint-Nazaire, Saint-Paulet-de-Caisson, Salazac, Vénéjan, Verfeuil. |                                  |
| 15 | Quissac                | Quissac                | 28 022 (2022)  | 44                    | Aigremont, Boucoiran-et-Nozières, Bragassargues, Brignon, Brouzet-lès-Quissac, Canaules-et-Argentières, Cardet, Carnas, Cassagnoles, Colognac, Corconne, Cros, Cruviers-Lascours, Domessargues, Durfort-et-Saint-Martin-de-Sossenac, Fressac, Gailhan, Lédignan, Lézan, Liouc, Logrian-Florian, Maruéjols-lès-Gardon, Massanes, Massillargues-Attuech, Mauressargues, Monoblet, Montagnac, Moulézan, Moussac, Ners, Orthoux-Sérignac-Quilhan, Puechredon, Quissac, Saint-Bénézet, Saint-Félix-de-Pallières, Saint-Jean-de-Crieulon, Saint-Jean-de-Serres, Saint-Nazaire-des-Gardies, Saint-Théodorit, Sardan, Sauve, Savignargues, Tornac, Vic-le-Fesq. |                                  |
| 16 | Redessan               | Redessan               | 33 792 (2022)  | 21                    | Argilliers, Bezouce, Cabrières, Castillon-du-Gard, Collias, Domazan, Estézargues, Fournès, Lédenon, Meynes, Montfrin, Pouzilhac, Redessan, Remoulins, Saint-Bonnet-du-Gard, Saint-Gervasy, Saint-Hilaire-d'Ozilhan, Sernhac, Théziers, Valliguières, Vers-Pont-du-Gard. |                                  |
| 17 | Roquemaure             | Roquemaure             | 27 572 (2022)  | 11                    | Codolet, Laudun-l'Ardoise, Lirac, Montfaucon, Roquemaure, Saint-Geniès-de-Comolas, Saint-Laurent-des-Arbres, Saint-Paul-les-Fonts, Saint-Victor-la-Coste, Sauveterre, Tavel. |                                  |
| 18 | Rousson                | Rousson                | 31 876 (2022)  | 29                    | Allègre-les-Fumades, Barjac, Bessèges, Bordezac, Courry, Gagnières, Les Mages, Le Martinet, Méjannes-le-Clap, Meyrannes, Molières-sur-Cèze, Navacelles, Peyremale, Potelières, Rivières, Robiac-Rochessadoule, Rochegude, Rousson, Saint-Ambroix, Saint-Brès, Saint-Denis, Saint-Florent-sur-Auzonnet, Saint-Jean-de-Maruéjols-et-Avéjan, Saint-Jean-de-Valériscle, Saint-Julien-de-Cassagnas, Saint-Julien-les-Rosiers, Saint-Privat-de-Champclos, Saint-Victor-de-Malcap, Tharaux. |                                  |
| 19 | Saint-Gilles           | Saint-Gilles           | 37 804 (2022)  | 8 + fraction de Nîmes | 1° Les communes suivantes : Caveirac, Clarensac, Générac, Langlade, Milhaud, Saint-Côme-et-Maruéjols, Saint-Dionisy, Saint-Gilles. 2° La partie de la commune de Nîmes non incluse dans les cantons de Nîmes-1, Nîmes-2, Nîmes-3 et Nîmes-4. |                                  |
| 20 | Uzès                   | Uzès                   | 32 762 (2022)  | 31                    | Aigaliers, Arpaillargues-et-Aureillac, Aubussargues, Baron, La Bastide-d'Engras, Blauzac, Bourdic, La Bruguière, La Calmette, La Capelle-et-Masmolène, Collorgues, Dions, Flaux, Foissac, Fontarèches, Garrigues-Sainte-Eulalie, Montaren-et-Saint-Médiers, Pougnadoresse, Saint-Chaptes, Saint-Dézéry, Saint-Hippolyte-de-Montaigu, Saint-Laurent-la-Vernède, Saint-Maximin, Saint-Quentin-la-Poterie, Saint-Siffret, Saint-Victor-des-Oules, Sainte-Anastasie, Sanilhac-Sagriès, Serviers-et-Labaume, Uzès, Vallabrix. |                                  |
| 21 | Vauvert                | Vauvert                | 42 634 (2022)  | 10                    | Aigues-Vives, Aubord, Beauvoisin, Bernis, Codognan, Mus, Uchaud, Vauvert, Vergèze, Vestric-et-Candiac. |                                  |
| 22 | Le Vigan               | Le Vigan               | 22 145 (2022)  | 44                    | Alzon, Arphy, Arre, Arrigas, Aulas, Aumessas, Avèze, Bez-et-Esparon, Blandas, Bréau-Mars, La Cadière-et-Cambo, Campestre-et-Luc, Causse-Bégon, Conqueyrac, Dourbies, L'Estréchure, Lanuéjols, Lasalle, Mandagout, Molières-Cavaillac, Montdardier, Peyrolles, Les Plantiers, Pommiers, Pompignan, Revens, Rogues, Roquedur, Saint-André-de-Majencoules, Saint-André-de-Valborgne, Saint-Bresson, Saint-Hippolyte-du-Fort, Saint-Julien-de-la-Nef, Saint-Laurent-le-Minier, Saint-Martial, Saint-Roman-de-Codières, Saint-Sauveur-Camprieu, Saumane, Soudorgues, Sumène, Trèves, Val-d'Aigoual, Le Vigan, Vissec. |                                  |
| 23 | Villeneuve-lès-Avignon | Villeneuve-lès-Avignon | 35 719 (2022)  | 5                     | Les Angles, Pujaut, Rochefort-du-Gard, Saze, Villeneuve-lès-Avignon. |                                  |
|    |                        |                        | 764 010 (2022) | 351                   | |                                  |

### Répartition par arrondissement
Contrairement à l'ancien découpage où chaque canton était inclus à l'intérieur d'un seul arrondissement, le nouveau découpage territorial s'affranchit des limites des arrondissements. Certains cantons peuvent être composés de communes appartenant à des arrondissements différents. Dans le département du Gard, c'est le cas de quatre cantons (Alès-2, Calvisson, La Grand-Combe, Quissac).
Le tableau suivant présente la répartition par arrondissement :
| N° | Canton                 | Alès                 | Nîmes                 | Le Vigan | Total                 |
| -- | ---------------------- | -------------------- | --------------------- | -------- | --------------------- |
| 1  | Aigues-Mortes          |                      | 7                     |          | 7                     |
| 2  | Alès-1                 | 7 + fraction d'Alès  |                       |          | 7 + fraction d'Alès   |
| 3  | Alès-2                 | 10 + fraction d'Alès | 4                     |          | 14 + fraction d'Alès  |
| 4  | Alès-3                 | 13 + fraction d'Alès |                       |          | 13 + fraction d'Alès  |
| 5  | Bagnols-sur-Cèze       |                      | 11                    |          | 11                    |
| 6  | Beaucaire              |                      | 7                     |          | 7                     |
| 7  | Calvisson              |                      | 27                    | 1        | 28                    |
| 8  | La Grand-Combe         | 24                   |                       | 4        | 28                    |
| 9  | Marguerittes           |                      | 7                     |          | 7                     |
| 10 | Nîmes-1                |                      | Fraction de Nîmes     |          | Fraction de Nîmes     |
| 11 | Nîmes-2                |                      | Fraction de Nîmes     |          | Fraction de Nîmes     |
| 12 | Nîmes-3                |                      | Fraction de Nîmes     |          | Fraction de Nîmes     |
| 13 | Nîmes-4                |                      | Fraction de Nîmes     |          | Fraction de Nîmes     |
| 14 | Pont-Saint-Esprit      |                      | 24                    |          | 24                    |
| 15 | Quissac                | 17                   | 3                     | 24       | 44                    |
| 16 | Redessan               |                      | 21                    |          | 21                    |
| 17 | Roquemaure             |                      | 11                    |          | 11                    |
| 18 | Rousson                | 29                   |                       |          | 29                    |
| 19 | Saint-Gilles           |                      | 8 + fraction de Nîmes |          | 8 + fraction de Nîmes |
| 20 | Uzès                   |                      | 31                    |          | 31                    |
| 21 | Vauvert                |                      | 10                    |          | 10                    |
| 22 | Le Vigan               |                      |                       | 44       | 44                    |
| 23 | Villeneuve-lès-Avignon |                      | 5                     |          | 5                     |
|    |                        | 97                   | 180                   | 74       | 351                   |

## Homonymies
Il n'y a pas d'homonymie pour l'arrondissement du Vigan et le canton du Vigan, mais la commune chef-lieu a un homonyme exact dans le Lot.
Il n'y a pas d'homonymie exacte pour les cantons de  Barjac et Saint-Ambroix, Beaucaire, Lussan, Roquemaure, Saint-Gilles (juste une homonymie partielle), Quissac et Trèves, mais les communes chefs-lieux ont chacune un ou plusieurs homonymes exacts.